# La Grèce continentale et la Morée, voyage, séjour et études historiques en 1840 et 1841
 (janvier 2013).
La Grèce continentale et la Morée, voyage, séjour et études historiques en 1840 et 1841 est un livre de l'historien français Jean Alexandre Buchon publié en 1843 et relatant son voyage en Grèce continentale, Attique, Béotie, Phocide, Péloponnèse  du 5 décembre 1840 au 27 novembre 1841. La partie du séjour concernant l'île d'Eubée, les Cyclades et les îles Ioniennes fait l'objet d'une parution posthume en 1911.

## Présentation de l'ouvrage
L'auteur, historien avant tout, est surtout à la recherche de documents écrits  inédits sur la conquête de la principauté de Morée et du duché d'Athènes. Il visite donc à la fois les sites antiques tels Delphes, Mycènes, Olympie, une partie  des châteaux construits par les seigneurs français venus principalement de Champagne, tels les Villehardouin, de Flandres ou de Bourgogne, sans oublier les sites byzantins et vénitiens de Mistra, Monemvasia et Koroni. Il va même jusqu'au monastère de Proussos, perdu dans les montagnes d'Evrytanie, dans le vain espoir de trouver des textes inédits. 
Selon Monique Michaud, il  décrit aussi  les mutations qu'il constate en Grèce, à une époque où mœurs et vêtements traditionnels coexistent avec l'influence d'autres pays et notamment de la France, témoignant d'une certaine perte d'identité du peuple grec qui se cherche, une dizaine d'années après la libération de l'oppression ottomane.